# Liste der Naturdenkmale in Hüttingen an der Kyll
Die Liste der Naturdenkmale in Hüttingen an der Kyll nennt die im Gemeindegebiet von Hüttingen an der Kyll ausgewiesenen Naturdenkmale (Stand 4. April 2024).

## Naturdenkmale
| Nr.         | Bezeichnung            | Lage                                           | Beschreibung                                      | Bild                          |
| ----------- | ---------------------- | ---------------------------------------------- | ------------------------------------------------- | ----------------------------- |
| ND-7232-426 | Tanzlay                | westlich des Ortes; Abteilung Kalkhütchen Lage | Kalksteinformation mit Wasserfall des Daufenbachs | mehr Fotos \| Fotos hochladen |
| ND-7232-427 | Wasserfall im Dorfbach | Hauptstraße, bei Nr. 19 Lage                   | Wasserfall des Katzengrabens                      | Fotos hochladen               |